# (3529) Dowling
(3529) Dowling (1981 EQ19) – planetoida z grupy pasa głównego asteroid okrążająca Słońce w ciągu 3,68 lat w średniej odległości 2,38 j.a. Odkrył ją Schelte Bus 2 marca 1981 roku.